# Pendleton (Nueva York)
Pendleton es un pueblo ubicado en el condado de  Niágara en el estado estadounidense de Nueva York. En el año 2000 tenía una población de 6,050 habitantes y una densidad poblacional de 86 personas por km².

## Geografía
Pendleton se encuentra ubicado en las coordenadas 43°5′31″N 78°45′51″O / 43.09194, -78.76417.

## Demografía
Según la Oficina del Censo en 2000 los ingresos medios por hogar en la localidad eran de $60,625, y los ingresos medios por familia eran $63,342. Los hombres tenían unos ingresos medios de $46,175 frente a los $33,466 para las mujeres. La renta per cápita para la localidad era de $23,651. Alrededor del 4.7% de la población estaban por debajo del umbral de pobreza.